# Дитвајлер
Дитвајлер (њем. Dittweiler) општина је у њемачкој савезној држави Рајна-Палатинат. Једно је од 98 општинских средишта округа Кузел. Према процјени из 2010. у општини је живјело 928 становника. Посједује регионалну шифру (AGS) 7336016.

## Географски и демографски подаци
Дитвајлер се налази у савезној држави Рајна-Палатинат у округу Кузел. Општина се налази на надморској висини од 278 метара. Површина општине износи 5,6 km². У самом мјесту је, према процјени из 2010. године, живјело 928 становника. Просјечна густина становништва износи 165 становника/km².